# Bronisław Kaper
Bronisław Kaper, auch Bronislau oder Bronislaus Kaper, Pseudonyme Benjamin Kapper und Hans Mühlen, (* 5. Februar 1902 in Warschau, Russisches Kaiserreich; † 26. April 1983 in Hollywood, Los Angeles) war ein polnisch-US-amerikanischer Komponist von Filmmusiken und Schlagern.

## Leben
Bronisław Kaper wurde vermutlich 1902 in Warschau geboren. Über sein Geburtsjahr kann heute nur gemutmaßt werden, da weder Unterlagen existieren, noch Kaper selbst zu seinen Lebzeiten sein exaktes Geburtsdatum wusste. Tatsache ist, dass Kaper 1908, im Alter von sechs Jahren, Klavier spielen konnte und in Polen als Wunderkind galt. In seinen Jugendjahren schrieb Kaper bereits eigene Kompositionen und studierte daraufhin am Warschauer Musikkonservatorium. Um seinen Vater zufriedenzustellen, der seinen Sohn in einem einträglichen Beruf wissen wollte, studierte Kaper parallel Rechtswissenschaften.
In den 1920er- und 1930er-Jahren schrieb Kaper Lieder, die er in England, Frankreich und Deutschland präsentierte. In Berlin komplettierte er seine musikalische Ausbildung bei Moritz Mayer-Mahr und Walther Gmeindl. Unter dem Pseudonym Benjamin Kapper komponierte er auch für deutsche Spielfilme und dirigierte seine Werke. Zumeist gemeinsam mit Walter Jurmann schuf Kaper zahlreiche Stücke für die Tanzorchester der damaligen Zeit: Jurmann komponierte, Kaper besorgte die Arrangements.
Im Jahr 1933, nach der Machtergreifung der Nationalsozialisten, floh Kaper als Jude nach Frankreich und arbeitete für französische Regisseure. 1935 wurde MGM-Chef Louis B. Mayer in Paris auf Kapers ebenfalls mit Jurmann für den Film Ein Lied für Dich geschriebenen Song Ninon aufmerksam. Mayer holte Kaper noch im selben Jahr nach Amerika. Bei der Einbürgerung in die USA geschah der Fehler, der zu Kapers untypischem Vornamen führte. Der verantwortliche Beamte las an Stelle des w ein u und so wurde aus Bronisław Kaper ein Bronislau Kaper. Es muss angemerkt werden, dass es keinen slawischen Namen Bronislau gibt. Im Gegensatz zu seinen späteren Arbeiten begann Kaper in den Vereinigten Staaten als Songwriter, der für einige Filme die Soundtracks lieferte. Er hat über 150 Musikkompositionen geschrieben. Zu einem Jazzstandard wurde On Green Dolphin Street, den er 1947 mit Ned Washington als Filmsong schrieb.
Kaper wurde im Lauf seiner über vier Jahrzehnte tätigen Arbeit dreimal für den Oscar in der Kategorie Beste Filmmusik und einmal in der Sparte Bester Song nominiert. Einmal, 1954, für Hi-Lili, Hi-Lo aus der Filmromanze Lili konnte er die Goldstatue entgegennehmen. Ein weiterer bekannter Spielfilm Kapers war Meuterei auf der Bounty aus dem Jahr 1962. Für ihn wurde er in beiden Kategorien (Filmmusik/Song) nominiert. Für die Fernsehserie FBI mit Efrem Zimbalist Jr. schrieb Kaper eine bekannte Titelmelodie.
Kaper erlebte mit, wie der Glanz des alten Hollywoodfilms verblasste, und er somit immer weniger Angebote erhielt. Nachdem seine letzte Arbeit für den Film The Salzburg Connection (1972) in den Filmcredits nicht erwähnt wurde, zog er sich vollständig ins Privatleben zurück.
Bronisław Kaper, der weder verheiratet war noch Kinder hatte, erlag im Alter von 81 Jahren einem Krebsleiden.

## Filmografie (Auswahl)
- 1930: Alraune
- 1932: Es wird schon wieder besser
- 1932: Melodie der Liebe
- 1932: Ein toller Einfall
- 1933: Madame wünscht keine Kinder
- 1933: Kind, ich freu’ mich auf Dein Kommen
- 1933: Ein Lied für Dich
- 1933: Abenteuer am Lido
- 1940: I Take This Woman
- 1940: Comrade X
- 1940: Tödlicher Sturm (The Mortal Storm)
- 1941: Gefährliche Liebe (Rage in Heaven)
- 1941: Die Frau mit den zwei Gesichtern (Two-Faced Woman)
- 1941: Die Frau mit der Narbe (A Woman’s Face)
- 1941: Dr. Kildare: Der Hochzeitstag (Dr. Kildare’s Wedding Day)
- 1941: When Ladies Meet
- 1941: Der Tote lebt (Johnny Eager)
- 1941: H.M. Pulham, Esq.
- 1942: We Were Dancing
- 1943: Bataan
- 1943: Gefährliche Flitterwochen (Above Suspicion)
- 1944: Das Haus der Lady Alquist (Gaslight)
- 1944: Tagebuch einer Frau (Mrs. Parkington)
- 1945: Zu klug für die Liebe (Without Love)
- 1946: Die Spur des Fremden (The Stranger)
- 1946: Lassie – Held auf vier Pfoten (Courage of Lassie)
- 1946: Geheimnis des Herzens (The Secret Heart)
- 1947: Anklage: Mord (High Wall)
- 1947: Cynthia
- 1947: Taifun (Green Dolphin Street)
- 1948: B.F.’s Daughter
- 1948: The Secret Land
- 1948: Dr. Johnsons Heimkehr (Homecoming)
- 1948: Akt der Gewalt (Act of Violence)
- 1949: Der Spieler (The Great Sinner)
- 1949: Der geheime Garten (The Secret Garden)
- 1949: Malaya
- 1949: Das Schicksal der Irene Forsyte (That Forsyte Woman)
- 1950: Ein charmanter Flegel (Key to the City)
- 1950: Tod im Nacken (To Please a Lady)
- 1950: Mein Leben gehört mir (A Life of Her Own)
- 1951: Mein Mann will heiraten (Grounds for Marriage)
- 1951: Die rote Tapferkeitsmedaille (The Red Badge of Courage)
- 1952: Geborgtes Glück (Invitation)
- 1953: Verwegene Gegner (Ride, Vaquero!)
- 1953: Nackte Gewalt (The Naked Spur)
- 1953: Lili
- 1953: Theaterfieber (The Actress)
- 1953: Saadia
- 1954: Ihre zwölf Männer (Her Twelve Men)
- 1954: Formicula (Them!)
- 1955: Der gläserne Pantoffel (The Glass Slipper)
- 1955: Liebe, Tod und Teufel (The Adventures of Quentin Durward)
- 1956: Der Schwan (The Swan)
- 1956: Die Hölle ist in mir (Somebody Up There Likes Me)
- 1956: Die Macht und ihr Preis (The Power and the Prize)
- 1957: Düsenjäger (Jet Pilot)
- 1957: Die Brüder Karamasow (The Brothers Karamazov)
- 1958: Der Sündenbock (The Scapegoat)
- 1960: Telefon Butterfield 8 (Butterfield 8)
- 1960: Das Erbe des Blutes (Home from the Hill)
- 1961: Der Fehltritt (Two Loves)
- 1962: Meuterei auf der Bounty (Mutiny on the Bounty)
- 1964: Lord Jim
- 1964: Prinzgemahl im Weißen Haus (Kisses for My President)
- 1967: Tobruk
- 1967: Der Weg nach Westen (The Way West)
- 1967: Cosa Nostra – Erzfeind des FBI (Cosa Nostra, Arch Enemy of the F.B.I.)

## Auszeichnungen
- 1942: Oscar-Nominierung für The Chocolate Soldier in der Kategorie Beste Filmmusik für The Chocolate Soldier
- 1951: Golden-Globe-Nominierung in der Kategorie Beste Filmmusik für Mein Leben gehört mir
- 1954: Oscar in der Kategorie Beste Filmmusik für Lili
- 1958: Golden-Laurel-Nominierung der Laurel Awards in der Kategorie Top Music Composer für Die Brüder Karamasow
- 1960: Golden-Laurel-Nominierung der Laurel Awards in der Kategorie Top Score für Das Erbe des Blutes
- 1963: Zwei Oscar-Nominierungen in den Kategorien Bester Song (Love Song from Mutiny on the Bounty (Follow Me)) und Beste Filmmusik für Meuterei auf der Bounty
- 1963: Golden Laurel der Laurel Awards in der Kategorie Top Song für Meuterei auf der Bounty